# Узнаю, когда вижу
Узнаю́, когда́ ви́жу (англ. I know it when I see it) — американское крылатое выражение, обозначающее умение или готовность («узна́ю, когда увижу») говорящего классифицировать наблюдаемые явления или объекты при отсутствии точного определения.
Фраза стала знаменитой после того, как её в 1964 году использовал член Верховного суда США Поттер Стюарт, чтобы описать свой критерий того, что является порнографией:

Я не стану пытаться сейчас точнее определить материал, подпадающий под это краткое описание [«жёсткая порнография»]; возможно, я никогда не сумею дать этому внятное определение. Однако я узнаю́, когда вижу, и фильм, рассматриваемый в этом деле [«Любовники»], — не такой.
Оригинальный текст (англ.)I shall not today attempt further to define the kinds of material I understand to be embraced within that shorthand description ["hard-core pornography"]; and perhaps I could never succeed in intelligibly doing so. But I know it when I see it, and the motion picture involved in this case is not that.

Использование выражения Стюартом оценивается как «искреннее», «реалистичное и смелое», «единственное определение порнографии, с которым все согласны».